# Chrysler Natrium

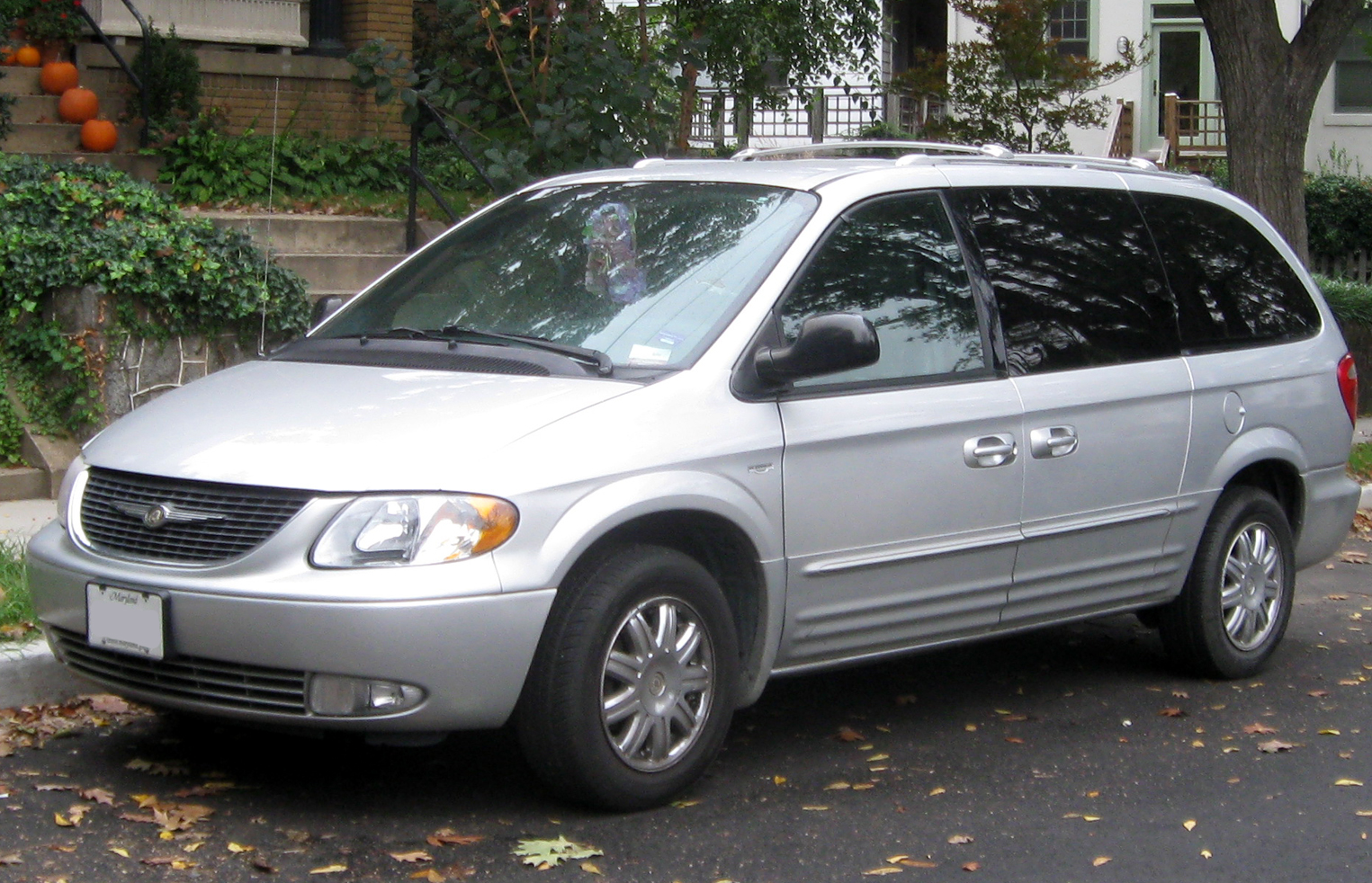
Chrysler Natrium 2004

Le Chrysler Natrium est un véhicule à hydrogène de type pile à combustible basé sur le Chrysler Town & Country. Il a été présenté par Chrysler en 2001.
Le Natrium est alimenté par une batterie et une pile à combustible utilisant de l'hydrogène produit par un reformeur de borohydrure de sodium qui se trouve à l'intérieur de la voiture. Puisque le réactif (borohydrure de sodium, NaBH4) ne contient pas de carbone, le véhicule ne produit pas de dioxyde de carbone[citation nécessaire]. Il avait une autonomie de 300 miles (480 km), un espace intérieur similaire à un monospace standard et pouvait produire un courant alternatif de 110 ou 240 volts.